# بریتانی برویر
بریتانی برویر (انگلیسی: Brittany Brewer؛ زادهٔ ۶ نوامبر ۱۹۹۷) بازیکن بسکتبال اهل ایالات متحده آمریکا است.